# Sigourney Beaver
Sigourney Beaver (Des Moines, 18 de septiembre de 1992) es una drag queen estadounidense, conocida por ser una de las finalistas de la cuarta temporada de The Boulet Brothers' Dragula.

## Primeros años
Sigourney nació el 18 de septiembre de 1992 en Des Moines, Iowa, Estados Unidos.

## Carrera
Sigourney conoció el arte drag a través de las actuaciones de las drags locales de Des Moines, su ciudad natal. Cuando ella quiso dedicarse al drag, el director de los shows le negó la posibilidad, afirmando que sería algo de mal gusto, así como una falta de respeto a los hombres que hacían drag, y que el público no lo entendería, todo esto por el simple hecho de ser una mujer drag.
Finalmente, Sigourney consiguió dedicarse al drag de forma profesional, y cita entre sus inspiraciones el arte pin-up y las supervillanas de ficción.
Fue incluida por la revista digital Novella Magazine en la lista de drags con looks más estilosos de 2017, compartiendo espacio con artistas reconocidas como Valentina o Sasha Velour.
En 2021 compitió en la cuarta temporada de The Boulet Brothers' Dragula. Sigourney se posicionó finalmente como una de las cuatro finalistas. Tras el final de emisión de la temporada, formó parte junto a Dahli, Saint y HoSo Terra Toma de la gira nacional del programa, que finalizó el 2 de junio de 2022 y que incluyó actuaciones en ciudades como San Francisco, Los Ángeles, Chicago, Detroit o Washington D. C..

## Polémicas
Durante su paso por The Boulet Brothers' Dragula, Sigourney fue el centro de numerosas críticas y discusiones por parte de sus compañeras en el programa. Ella misma afirmó en una entrevista que parte de estas críticas se debían al sexismo y la discriminación que sufrió como mujer que hace drag, y otras debido a motivos externos. Pese a esto, ella aún mantiene una relación de amistad con Saint y Dahli, quienes también compitieron en su temporada.

## Vida personal
Sigourney es una mujer cisgénero. Actualmente se encuentra en una relación sentimental con el artista drag king Mike Douch, viviendo ambos en Chicago.

## Filmografía

### Televisión
| Año  | Título                                      | Papel      | Notas          |
| ---- | ------------------------------------------- | ---------- | -------------- |
| 2021 | The Boulet Brothers' Dragula (4° temporada) | Finalista  | 10 episodios   |
| 2023 | The Boulet Brothers' Halfway to Halloween   | Ella misma | Especial de TV |